# Polites taumas
Polites taumas is een vlinder uit de familie van de dikkopjes (Hesperiidae). De wetenschappelijke naam van de soort is voor het eerst geldig gepubliceerd in 1787 door Johann Christian Fabricius. Deze naam wordt wel beschouwd als een synoniem van Polites themistocles.